# Велке Хостјерадки
Велке Хостјерадки (чеш. Velké Hostěrádky) је насељено мјесто са административним статусом сеоске општине (чеш. obec) у округу Брецлав, у Јужноморавском крају, Чешка Република.

## Становништво
Према подацима о броју становника из 2014. године насеље је имало 495 становника.